# لورا نيكولز (كرة سلة)
لورا نيكولز (بالإسبانية: Laura Nicholls)‏ مواليد 26 فبراير 1989 في منطقة كانتابريا، إسبانيا) لاعبة كرة سلة إسبانية، بدأت مسيرتها الاحترافية في سنة 2007، تلعب في الدوري التركي لكرة السلة للسيدات يبلغ طولها 6 قدم 3 بوصة (1.9 م)، مثلت منتخب بلادها. شاركت في دورة الألعاب الأولمبية الصيفية سنة 2008، لعبت مع نادي سيلتا دي فيغو لكرة السلة ونادي ريفاس لكرة السلة.

## سجل المنافسة
شاركت في المنافسات التالية:
- الألعاب الأولمبية الصيفية 2008
- الألعاب الأولمبية الصيفية 2016
- كأس العالم لكرة السلة للسيدات 2010
- كأس العالم لكرة السلة للسيدات 2014

## الميداليات
| الميدالية | المسابقة                                 |
| --------- | ---------------------------------------- |
| فضية      | الألعاب الأولمبية الصيفية 2016           |
| فضية      | كأس العالم لكرة السلة للسيدات 2014       |
| برونزية   | بطولة كأس العالم لكرة السلة للسيدات 2010 |

## حياتها الشخصية
نيكولز من كوراساو أصل من خلال جدها الأب. هي مثليه الجنس وكانت على علاقة مع عارضة الأزياء وملكة جمال إسبانيا صوفيا ديل برادو.

## روابط خارجية
- لورا نيكولز على موقع الاتحاد الدولي لكرة السلة (الإنجليزية)
- لورا نيكولز على موقع كرة السلة الأوروبية.كوم (الإنجليزية)
- لورا نيكولز على موقع بروبوليرز (الإنجليزية)
- لورا نيكولز على موقع سبورتس رفرنس (الإنجليزية)
- لورا نيكولز على موقع اللجنة الأولمبية الدولية (الإنجليزية)
- لورا نيكولز على موقع أوليمبيديا (الإنجليزية)